# Druztová
Druztová je vesnice v okresu Plzeň-sever v Plzeňském kraji. Leží osm kilometrů severovýchodně od Plzně. V obci žije 791 obyvatel. Katastrální území zaujímá rozlohu 502 ha.

## Název
Její jméno vzniklo pravděpodobně ze slovanského slova drst, což znamená drsný. V roce 1924 byla ves přejmenována z původního názvu Druzdová na dnešní tvar.

## Historie
První písemná zmínka o vesnici pochází z roku 1351. 

## Přírodní poměry
Druztová sousedí na severovýchodě s Dolany, na západě se Sencem a na severozápadě se Zručí. Ves leží na okraji přírodního parku Horní Berounka. V blízkosti vsi se nachází zřícenina hradu Věžka.

## Obyvatelstvo
| Rok            | 1869 | 1880 | 1890 | 1900 | 1910 | 1921 | 1930 | 1950 | 1961 | 1970 | 1980 | 1991 | 2001 | 2011 | 2021 |
| -------------- | ---- | ---- | ---- | ---- | ---- | ---- | ---- | ---- | ---- | ---- | ---- | ---- | ---- | ---- | ---- |
| Počet obyvatel | 307  | 403  | 501  | 574  | 668  | 732  | 794  | 682  | 702  | 672  | 622  | 590  | 630  | 678  | 781  |
| Počet domů     | 43   | 59   | 69   | 73   | 88   | 100  | 122  | 174  | 180  | 196  | 195  | 196  | 243  | 231  | 308  |

## Obecní symboly
Znak a vlajka byly obci uděleny rozhodnutím předsedy Poslanecké sněmovny Parlamentu České republiky dne 14. června 2000.

## Pamětihodnosti
- Zřícenina hradu Věžka
- Kostel svaté Maří Magdalény
- Kaple svatého Jana Nepomuckého
- Fara (čp. 1)

## Rodáci a významní obyvatelé
- Josef Jílek (1918–1995), válečný letec[7]
- Martin Salcman (1886–1979), akademický malíř, teoretik umění a vysokoškolský profesor
- Jan Souček (*1964), malíř, středoškolský a univerzitní pedagog[8]

## Galerie

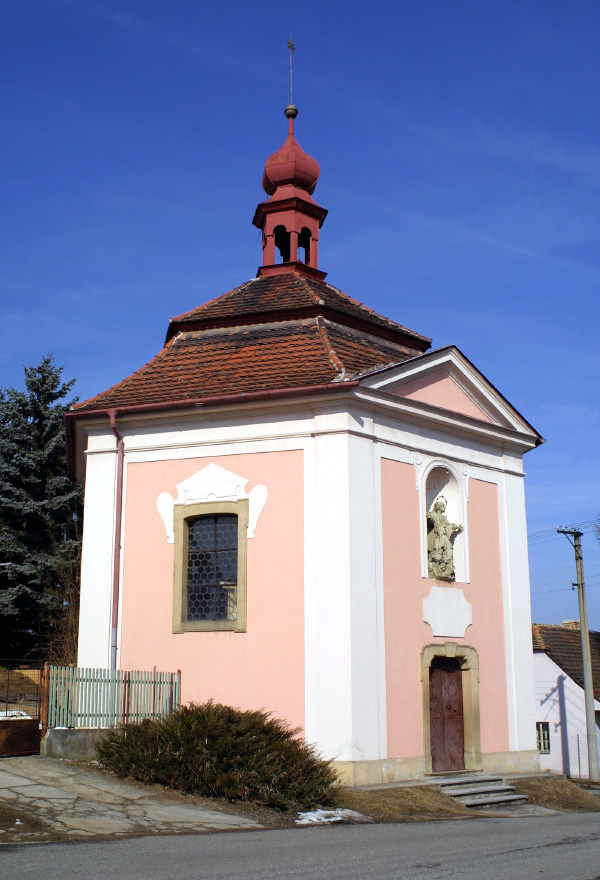
Kaple svatého Jana Nepomuckého
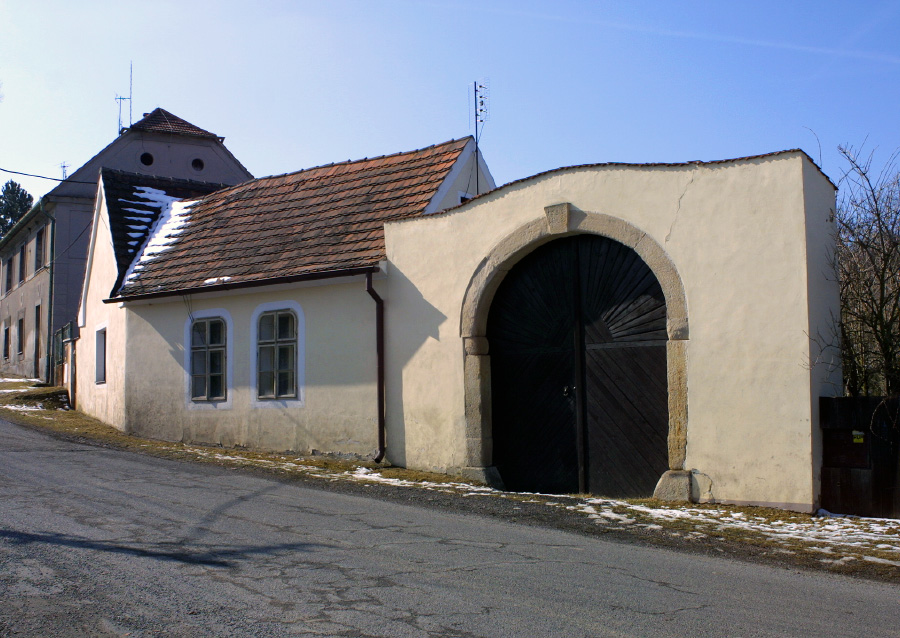
Brána usedlosti čp. 64
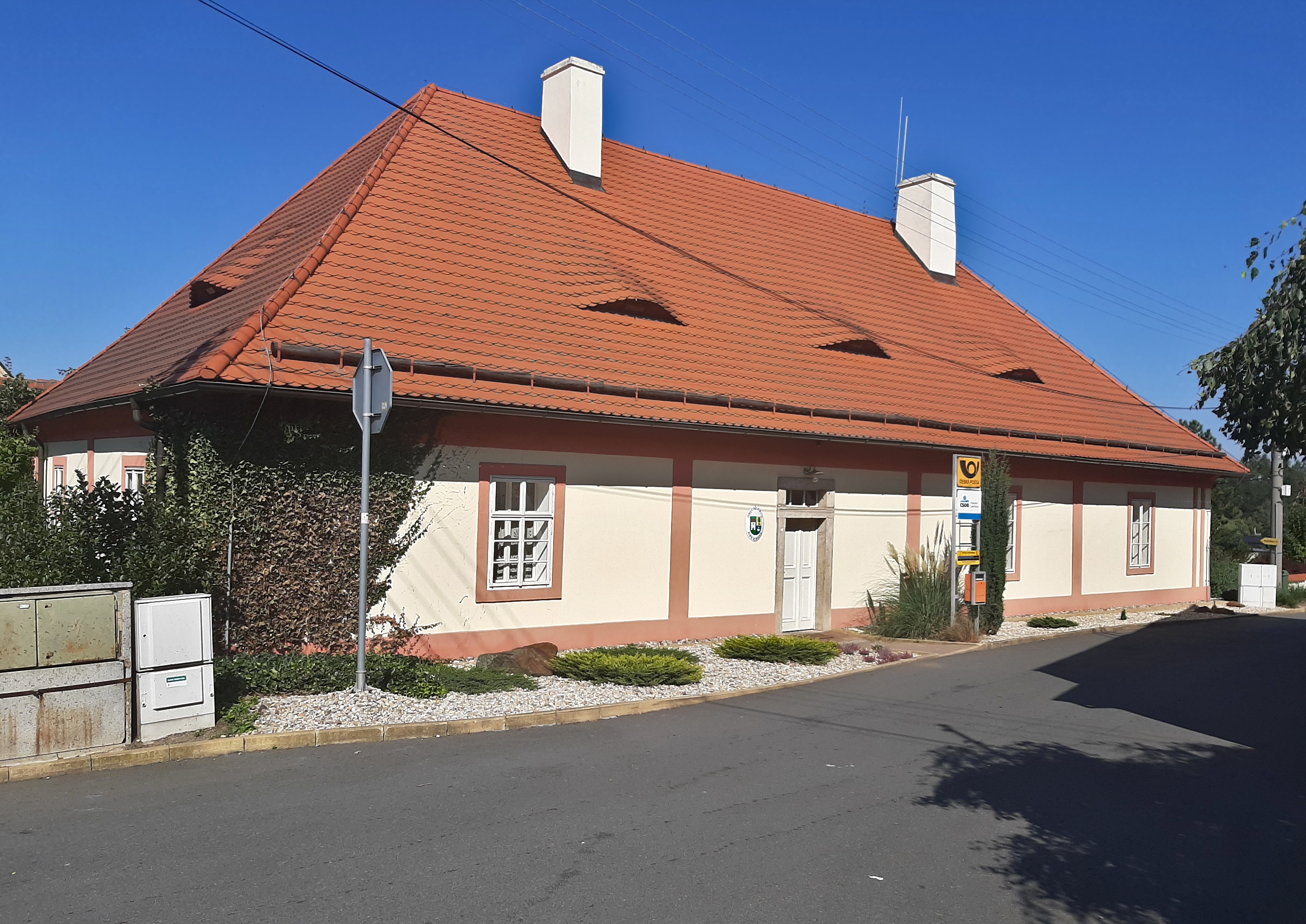
Obecní úřad a pošta